# 多梅尼克·魏因施泰因
多梅尼克·魏因施泰因（德語：Domenic Weinstein，1994年8月27日—），德国男子自行车运动员，2016年世界场地自行车锦标赛男子个人追逐赛银牌得主、2019年世界场地自行车锦标赛男子个人追逐赛银牌得主。